# Розенау-ам-Хенгстпас
Розенау-ам-Хенгстпас (нем. Rosenau am Hengstpaß) — коммуна (нем. Gemeinde) в Австрии, в федеральной земле Верхняя Австрия. 
Входит в состав округа Кирхдорф-на-Кремсе.  Население составляет 737 человек (на 31 декабря 2005 года). Занимает площадь 108 км². Официальный код  —  40 914.

## Политическая ситуация
Бургомистр коммуны — Петер Ауэрбах (СДПА) по результатам выборов 2003 года.
Совет представителей коммуны (нем. Gemeinderat) состоит из 13 мест.
- СДПА занимает 9 мест.
- АНП занимает 4 места.